# Septobasidium siparium
Septobasidium siparium är en svampart som först beskrevs av Berk. & M.A. Curtis, och fick sitt nu gällande namn av Giacopo Bresàdola 1920. Septobasidium siparium ingår i släktet Septobasidium och familjen Septobasidiaceae.   Inga underarter finns listade i Catalogue of Life.